# John Gregory Crace
John Gregory Crace (né le 6 février 1887 et le mort le 11 mai 1968) est un vice-amiral né en Australie de la Royal Navy.
Durant la guerre du Pacifique, il est le commandant de l'éphémère ANZAC Squadron (en) puis de la Task Force 44 (en) lors de la bataille de la mer de Corail en 1942.
Il est fait membre de l'Ordre de l'Empire britannique en 1947 et de l'Ordre du Bain en 1941.